# Ouroboros (manga)
Pour les articles homonymes, voir Ouroboros (homonymie).
Ouroboros - Keisatsu wo Sabaku Haware ni Ari (ウロボロス―警察ヲ裁クハ我ニアリ) est un seinen manga de Yūya Kanzaki, prépublié dans le magazine Weekly Comic Bunch entre 2009 et 2010 puis dans le magazine Monthly Comic @Bunch entre mars 2011 et février 2017, et publié par l'éditeur Shinchōsha en 24 volumes reliés entre juin 2009 et janvier 2017. 
Une série dérivée intitulée Ouroboros - Side Story (ウロボロス SIDE STORY) est publiée dans le webzine Kurage Bunch.

## Synopsis
Ryuuzaki Ikuo et Danno Tatsuya sont deux orphelins. Un jour, la personne qui s'occupait d'eux a été tuée. Les agents de police chargés de l'enquête n'ont pas pris en compte le témoignage de ces deux enfants faisant ensuite en sorte que l'affaire soit bouclée le plus rapidement possible et que plus personne n'en parle.
15 ans plus tard, Ryuuzaki est devenu inspecteur de police et Tatsuya, le bras droit d'un chef de  groupe mafieux. Tous les deux s'entraident pour retrouver les assassins de leur sensei.

## Personnages
Ryuuzaki Ikuo
C'est un orphelin qui, 15 ans avant le début de l'histoire, aperçoit les coupables du meurtre de leur sensei, mais certaines personnes appartenant à la police lui interdisent, à lui et à Danno Tatsuya (autre orphelin qui vit, lui aussi, les coupables), de révéler quoi que ce soit. Il décidera donc de se venger en faisant lui aussi partie de la police afin de découvrir qui réellement tirait les ficelles du meurtre de leur précieuse sensei.
Danno Tatsuya
Tout comme Ryuuzaki, Danno est orphelin et a vu les coupables du meurtre de son sensei. Il fera partie de la mafia pour aider Ryuuzaki dans ces enquêtes et pour faire avancer leurs propres recherches sur les policiers qui ont tué leur sensei.
Hibino Mizuki
Partenaire de Ryuuzaki, elle est autoritaire et se laisse facilement dominer par ces émotions. Elle se dispute souvent avec Ryuuzaki mais s'est quand même attachée à lui et le considère comme un partenaire précieux. Elle est une policière exemplaire qui fait partie de l'élite.

## Liste des volumes
| no | Japonais         | Japonais          |
| no | Date de sortie   | ISBN              |
| -- | ---------------- | ----------------- |
| 1  | 9 juin 2009      | 978-4-10-771485-5 |
| 2  | 9 septembre 2009 | 978-4-10-771508-1 |
| 3  | 9 décembre 2009  | 978-4-10-771534-0 |
| 4  | 9 mars 2010      | 978-4-10-771551-7 |
| 5  | 8 mai 2010       | 978-4-10-771565-4 |
| 6  | 9 juillet 2010   | 978-4-10-771574-6 |
| 7  | 9 octobre 2010   | 978-4-10-771594-4 |
| 8  | 21 janvier 2011  | 978-4-10-771607-1 |
| 9  | 9 juin 2011      | 978-4-10-771623-1 |
| 10 | 9 août 2011      | 978-4-10-771629-3 |
| 11 | 9 décembre 2011  | 978-4-10-771643-9 |
| 12 | 9 mars 2012      | 978-4-10-771654-5 |
| 13 | 8 juin 2012      | 978-4-10-771666-8 |
| 14 | 9 octobre 2012   | 978-4-10-771683-5 |
| 15 | 9 février 2013   | 978-4-10-771696-5 |
| 16 | 9 juillet 2013   | 978-4-10-771713-9 |
| 17 | 9 janvier 2014   | 978-4-10-771734-4 |
| 18 | 9 août 2014      | 978-4-10-771767-2 |
| 19 | 9 janvier 2015   | 978-4-10-771795-5 |
| 20 | 9 mai 2015       | 978-4-10-771820-4 |
| 21 | 9 novembre 2015  | 978-4-10-771855-6 |
| 22 | 9 avril 2016     | 978-4-10-771890-7 |
| 23 | 9 septembre 2016 | 978-4-10-771919-5 |
| 24 | 7 janvier 2017   | 978-4-10-771950-8 |

## Drama
Une adaptation en drama sera diffusée sur TBS à partir de début 2015, avec  Toma Ikuta et Shun Oguri dans les rôles principaux.

### Édition japonaise
Shinchōsha
1. 1 2  (ja) « Tome 1 »
2. 1 2  (ja) « Tome 2 »
3. 1 2  (ja) « Tome 3 »
4. 1 2  (ja) « Tome 4 »
5. 1 2  (ja) « Tome 5 »
6. 1 2  (ja) « Tome 6 »
7. 1 2  (ja) « Tome 7 »
8. 1 2  (ja) « Tome 8 »
9. 1 2  (ja) « Tome 9 »
10. 1 2  (ja) « Tome 10 »
11. 1 2  (ja) « Tome 11 »
12. 1 2  (ja) « Tome 12 »
13. 1 2  (ja) « Tome 13 »
14. 1 2  (ja) « Tome 14 »
15. 1 2  (ja) « Tome 15 »
16. 1 2  (ja) « Tome 16 »
17. 1 2  (ja) « Tome 17 »
18. 1 2  (ja) « Tome 18 »
19. 1 2  (ja) « Tome 19 »
20. 1 2  (ja) « Tome 20 »
21. 1 2  (ja) « Tome 21 »
22. 1 2  (ja) « Tome 22 »
23. 1 2  (ja) « Tome 23 »
24. 1 2  (ja) « Tome 24 »